# U-760
U-760 – niemiecki okręt podwodny (U-Boot) typu VII C z okresu II wojny światowej. Okręt wszedł do służby w 1942 roku, od września 1943 roku internowany w Hiszpanii. Jedynym dowódcą był Oblt. Otto-Ulrich Blum.

## Historia
Wcielony do 8. Flotylli U-Bootów celem szkolenia załogi, od maja 1943 roku w 3. Flotylli jako jednostka bojowa.
U-760 odbył dwa patrole bojowe, podczas których nie zatopił jednak żadnej jednostki przeciwnika.
8 sierpnia 1943 roku około 150 mil morskich od przylądka Finisterre U-760 pobierał paliwo z U-664, towarzyszył im U-262. Wcześniejsza ożywiona komunikacja radiowa pomiędzy U-Bootami spowodowała namierzenie ich przez aliancką grupę eskortową z lotniskowcem eskortowym USS „Card”. Wynurzone okręty zostały zaatakowane przez parę  samolotów Wildcat–Avenger. Oba samoloty zostały zestrzelone, ale U-262 odniósł poważne uszkodzenia, które zmusiły go do zawrócenia do Francji; U-664 został zatopiony dzień później. 12 sierpnia U-760 został uszkodzony przez kolejny samolot, w związku z tym rozpoczął rejs do bazy. Zgodnie z rozkazem miał przekazać swoje paliwo U-84, ale w miejscu spotkania natknął się na alianckie niszczyciele. Atak przeprowadzony za pomocą bomb głębinowych pogłębił uszkodzenia na U-760, jego dowódca otrzymał pozwolenie wpłynięcia do hiszpańskiego (neutralnego) portu. 6 września U-Boot zaatakowany został przez samolot Vickers Wellington. Mimo rozległych uszkodzeń okręt zdołał dotrzeć 8 września do zatoki Vigo (Hiszpania), gdzie po 24-godzinnym pobycie – zgodnie z prawem międzynarodowym – został internowany.  Do końca wojny pozostawał w Ferrol, wymontowany silnik służył jako prądnica dla tramwajowej sieci trakcyjnej w Vigo.
23 lipca 1945 okręt został przeholowany do Wielkiej Brytanii. Zatopiony 13 grudnia 1945 roku w ramach operacji Deadlight.